# Ворон (вірш)

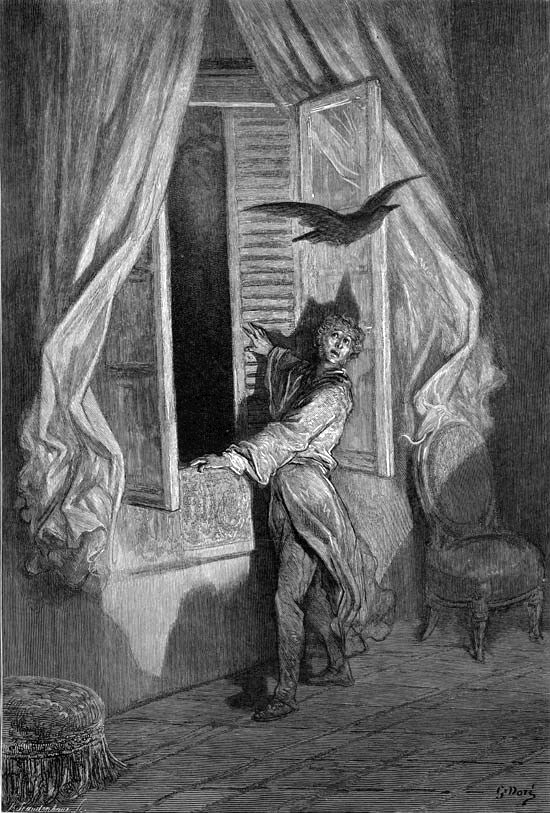
«Розчинив вікно я сміло — з шумом розгорнувши крила, увійшов статечний Ворон, мов минувщина сама», ілюстрація Гюстава Доре (1884).

«Ворон» (англ. The Raven) — відомий вірш американського письменника і поета Едґара Аллана По. Вірш вийшов друком в січні 1845 р. Згодом став одним з найвідоміших творів письменника. «Ворон» отримав схвальну реакцію критиків і читачів завдяки його відмінним характеристикам — критики відзначили витончений семантичний, символічний та звуковий зміст. Іншою дуже популярною рисою вірша був його містичний характер.
В центрі сюжету — ворон, який відвідує чоловіка під час його скорботи за померлою коханою дівчиною Еленор. Ворон промовляв тільки одну фразу «Ніколи більше» (англ. Nevermore), яке поступово призвело до божевілля та загибелі чоловіка.
Вірш був написаний По згідно з його детальним планом і з конкретним задумом, який він пізніше пояснив у своїй праці «Філософія віршування». «Ворон» був перекладений багатьма мовами світу, в тому числі мав декілька варіантів перекладу українською мовою. Деякі варіанти перекладу подають назву вірша українською мовою як «Крук».

## Сюжет
Молодий чоловік, ймовірно студент, читає стародавні манускрипти в своїй кімнаті і мимоволі тужить за своєю нещодавно померлою дівчиною Еленор. Від сумних думок його відволікає стукіт — спочатку у двері, а пізніше і в вікно. Коли він відчинив вікно, в кімнату влетів чорний ворон і всівся на бюст Паллади (Афіни). Ворон мовчки сидить і дивиться на чоловіка іноді промовляючи одне єдине слово «Nevermore». Спочатку здивований, що ворон говорить, молодий чоловік намагається спілкуватися з ним. Не отримуючи відповіді на свої запитання він впадає дедалі більше в розпач, постійно згадуючи покійну Еленор. Розпач з часом переходить у злість — чоловік називає ворона дияволом та благає його залишити кімнату. На все це ворон відповідає тільки «Nevermore». В присутності потойбічної сили в особі ворона чоловік божеволіє і гине.

## Історична довідка
Перша публікація вірша відбулася в газеті «New York Evening Mirror» 29 січня 1845 р., хоча автор невдало намагався його опублікувати ще раніше в інших виданнях. Успіх вірша призвів до публікації в багатьох інших престижних виданнях. Завдяки віршу ім'я Едгара Аллана По стало відомим загалу англомовної аудиторії в США та інших країнах. Йому швидко дали прізвисько Ворон і дуже часто запрошували декламувати вірш для великих аудиторій. Під час виконання вірша, автор затемнював світло, створював містичну і часом жахливу атмосферу, яка запам'ятовувалася багатьом. Попри це, крім популярності, автор не отримав значної фінансової винагороди за написання вірша.
Згодом з'явилося декілька пародій на вірш, спочатку англійською, а пізніше й іншими мовами. Деякі автори стверджували, що елементи вірша були запозичені з творів інших поетів. Елементи сюжету вірша були відтворені також в багатьох інших творах американських і міжнародних авторів і зайняли певне місце в американській культурі. Хоча сучасні критики мають дещо різні погляди на цей вірш, він залишається, проте одним з найпопулярніших і відоміших.

## Символізм

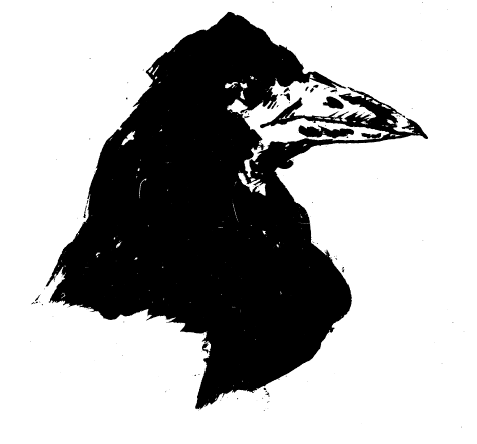
Відома ілюстрація Едуара Мане до французького видання вірша

Аллан Едґар По, за його власним зізнанням, написав цей вірш згідно з чітким планом, який він пізніше пояснив у творі «Філософія композиції». У творі присутня велика кількість прихованих символів і алюзій. Зокрема, в ньому присутні натяки на містицизм та потойбічні сили. Центральне місце серед містичних символів займає ворон — тужлива та роздумлива істота, яка також здатна промовляти прості слова. Ворон має різні символічні значення в багатьох культурах. Так, наприклад, в скандинавській міфології бог Одін мав двох воронів, які символізували також розум і пам'ять. В Біблії ворон представлений як провісник невдачі чи горя. Вважається, що Едгар По використовував усі ці символи у вірші.
Містицизм також проявився у описі молодого чоловіка, кімнати і навколишнього середовища. Як вказав автор, на початку вірша молодий чоловік читав «дивовижні та урочі книги давнього письма», що є натяком на книги з магії чи окультних наук. До того ж, вважалося, що місяць грудень був місяцем найбільшої активності потойбічних сил. Також місце, де всівся ворон було вибране не випадково — бюст Паллади (Афіни) мав символізувати мудрість.

## Переклади
Вірш „Ворон“ було перекладено багатьма мовами світу і він став одним з найвідоміших прикладів англомовної поезії. Переклад вірша був своєрідним випробуванням для багатьох перекладачів, оскільки майстерність Едгара По, смислове та семантичне навантаження вірша повинне було бути передане сповна в іншомовному варіанті. Українською мовою вірш перекладали декілька авторів. Найвідоміші переклади Павла Грабовського, Святослава Гординського, Григорія Кочура, Анатолія Онишка, Галини Гордасевич, Віктора Марача, Павла Маслака та Марії Слободяник.
Вигук ворона „Nevermore“ насичений важливим семантичним, символічним та звуковим змістом. В багатьох перекладах відтворення цього вигуку було дуже складним і різні перекладачі перекладали його по різному — від вживання безпосередньо англійського слова „Nevermore“, пошуку прямого словникового відповідника до слова зі схожим смисловим та семантичним навантаженням. Так Грабовський відтворив цей вигук словом „ніколи“, Гординський „не жди“, Гордасевич „вже повік“, Кочура „не вернуть“, Павло Маслак „не поверну“. На думку критиків, найвдалішим переклад Онишка, де його вигук „дарма“ перекликався з семантикою англійського тексту. Переклад Анатолія Онишка також, на думку критиків, краще за інші варіанти відтворив символізм та звукову композицію та дотримувався змісту англомовного варіанту.

## Екранізації

### Кінофільми
- 1935 — Ворон (режисер Лью Лендерс)
- 1963 — Ворон (режисер Роджер Корман, у головній ролі — Вінсент Прайс).
- 2012 — Ворон (режисер Джеймс МайТіґ)

### Телебачення
- 1990 — сюжет вірша використано в 3 серії 2 сезону мультсеріалу „Сімпсони“ — Хата жахів